# Saunasaari (ö i Södra Karelen, Imatra)
Saunasaari är en ö i Finland. Den ligger i sjön Suuri Paljärvi och i kommunen Ruokolax i den ekonomiska regionen  Imatra ekonomiska region  och landskapet Södra Karelen, i den sydöstra delen av landet, 250 km nordost om huvudstaden Helsingfors. Öns area är 1,7 hektar och dess största längd är 200 meter i nord-sydlig riktning.